# Griegos

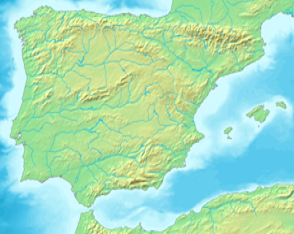
Ubicació de Griegos a la península Ibèrica

Griegos és un municipi d'Aragó, situat a la província de Terol i enquadrat a la comarca de la Serra d'Albarrasí.